# Збірна Соломонових Островів з футболу
Збі́рна Соломо́нових Острові́в з футбо́лу — національна збірна команда країни, що представляє Соломонові Острови на міжнародних змаганнях по футболу. Команда виступає під егідою Футбольної Федерації Соломонових Островів. Найкращими результатом вважається 2-е місце на Кубку націй ОФК 2004 року. Володар Кубку Ванток 2008 року.
Станом на 28 листопада 2024 посідає 148-e місце у рейтингу футбольних збірних світу.

## Чемпіонат світу
- 1930 — 1990 — не брала участь
- 1994 — 2026 — не пройшла кваліфікацію

## Чемпіонат Океанії
- 1973 — не брала участь
- 1980 — 1 раунд
- 1996 — 3-є місце
- 1998 — не пройшла кваліфікацію
- 2000 — 3-є місце
- 2002 — 1 раунд
- 2004 — 2-е місце
- 2008 — не пройшла кваліфікацію
- 2012 — 4-е місце

## Склад збірної
Такі гравці були викликані на матчі проти Таїті 7 та 13 листопада 2016 року.

Матчі та голи гравців подані станом на 13 листопада, після завершення матчі проти Таїті
| №  | Поз. | Гравець         | Дата народження (вік)       | Ігри | Голи | Клуб               |
| -- | ---- | --------------- | --------------------------- | ---- | ---- | ------------------ |
| 1  | ВР   | Ізомо Бьорд     |                             | 2    | 0    | Вестерн Юнайтед    |
| 12 | ВР   | Зантас Кабіні   | 21 лютого 1985 (40 років)   | 1    | 0    | Маріст Файр        |
|    |      |                 |                             |      |      |                    |
| 2  | ЗХ   | Хадісі Аенгарі  | 23 жовтня 1988 (36 років)   | 19   | 0    | Соломон Уорріорз   |
| 3  | ЗХ   | Еммануель Поіла | 16 липня 1990 (34 роки)     | 7    | 1    | Соломон Уорріорз   |
| 4  | ЗХ   | Майкл Босо      | 3 вересня 1991 (33 роки)    | 3    | 0    | Маріст Файр        |
| 5  | ЗХ   | Фредді Кіні     | 27 листопада 1992 (32 роки) | 12   | 0    | Вестерн Юнайтед    |
| 16 | ЗХ   | Йоахім Варої    | 20 вересня 1988 (36 років)  | 7    | 0    | Вестерн Юнайтед    |
| 17 | ЗХ   | Джуніор Альберт | 25 липня 1994 (30 років)    | 1    | 0    | Косса              |
|    |      |                 |                             |      |      |                    |
| 6  | ПЗ   | Майкл Сіра      | 18 лютого 1992 (33 роки)    | 1    | 0    | Маріст Файр        |
| 7  | ПЗ   | Еткін Кауа      | 4 квітня 1996 (29 років)    | 3    | 0    | Маріст Файр        |
| 10 | ПЗ   | Молеа Тігі      | 24 вересня 1992 (32 роки)   | 2    | 0    | Соломон Уорріорз   |
| 14 | ПЗ   | Моффат Кіліфа   | 17 листопада 1990 (34 роки) | 4    | 0    | Амікаль            |
| 18 | ПЗ   | Генрі Фа'ародо  | 5 жовтня 1982 (42 роки)     | 50   | 15   | Вестерн Юнайтед    |
| 19 | ПЗ   | Гібсон Даудау   | 3 вересня 1988 (36 років)   | 6    | 0    | Соломон Уорріорз   |
| 20 | ПЗ   | Татізама Таніто | 27 листопада 1993 (31 рік)  | 4    | 1    | Соломонові Острови |
| 22 | ПЗ   | Джозез Наво     | 3 травня 1988 (36 років)    | 19   | 4    | Вестерн Юнайтед    |
|    |      |                 |                             |      |      |                    |
| 11 | НП   | Маттіас Яні     | 14 серпня 1993 (31 рік)     | 1    | 0    | Маріст Файр        |
| 13 | НП   | Джеймс Нака     | 9 жовтня 1984 (40 років)    | 21   | 3    | Вестерн Юнайтед    |
| 15 | НП   | Джеррі Донга    | 31 січня 1991 (34 роки)     | 8    | 1    | Соломон Уорріорз   |

## Тренери
- Едвард Нгара (1995—1996)
- Вілсон Маелауа (1996)
- Александер Напа (1998)
- Джордж Кові (2000—2003)
- Алан Джіллет (2004—2005)
- Аіртон Андріолі (2006—2009)
- Джейкоб Молі (2010–)